# Rüdiger Veil
Rüdiger Veil (* 1966 in Limburg an der Lahn) ist ein deutscher Rechtswissenschaftler. Seit August 2017 ist er Inhaber des Lehrstuhls für Bürgerliches Recht und Unternehmensrecht an der LMU München.

## Leben
Veil absolvierte sein Jurastudium an der Justus-Liebig-Universität Gießen. 1993 legte er das Erste Juristische Staatsexamen ab und war danach wissenschaftlicher Mitarbeiter am Lehrstuhl für deutsches und europäisches Unternehmens- und Wirtschaftsrecht, Rechtssoziologie und Bürgerliches Recht von Thomas Raiser an der Humboldt-Universität zu Berlin. 1995 wurde Veil dort mit einer Arbeit über die „Umwandlung einer Aktiengesellschaft in eine Gesellschaft mit beschränkter Haftung“ promoviert und legte 1996 am Kammergericht in Berlin das Zweite Juristische Staatsexamen ab.
Er war danach als Rechtsanwalt in einer wirtschaftsrechtlichen Kanzlei in Düsseldorf tätig. 1998 kehrte er als wissenschaftlicher Assistent an den Lehrstuhl von Thomas Raiser zurück und habilitierte sich – nach einem sechsmonatigen Forschungsaufenthalt in den USA – im Dezember 2002 mit einer Arbeit über Unternehmensverträge an der Humboldt-Universität zu Berlin. Es folgte eine Lehrstuhlvertretung an der Universität Heidelberg und sodann ein Ruf an die Bucerius Law School in Hamburg, den Rüdiger Veil im Juli 2003 annahm. Im Jahre 2007 lehnte er einen Ruf an die Universität Nürnberg-Erlangen ab.
An der Bucerius Law School lehrte Rüdiger Veil Bürgerliches Recht, Internationales Privatrecht und Gesellschafts- sowie Kapitalmarktrecht. Seine Forschungsschwerpunkte liegen im deutschen und europäischen Gesellschaftsrecht (Recht der Kapitalgesellschaften, Konzern- und Umwandlungsrecht), im internationalen Kapitalmarktrecht sowie im Wettbewerbsrecht. Von 2007 bis 2017 war er zudem geschäftsführender Direktor des Instituts für Unternehmens- und Kapitalmarktrechts der Bucerius Law School. 2017 nahm er einen Ruf an die Ludwig-Maximilian-Universität München an.